# Річкові канонерські човни типу «Інсект»

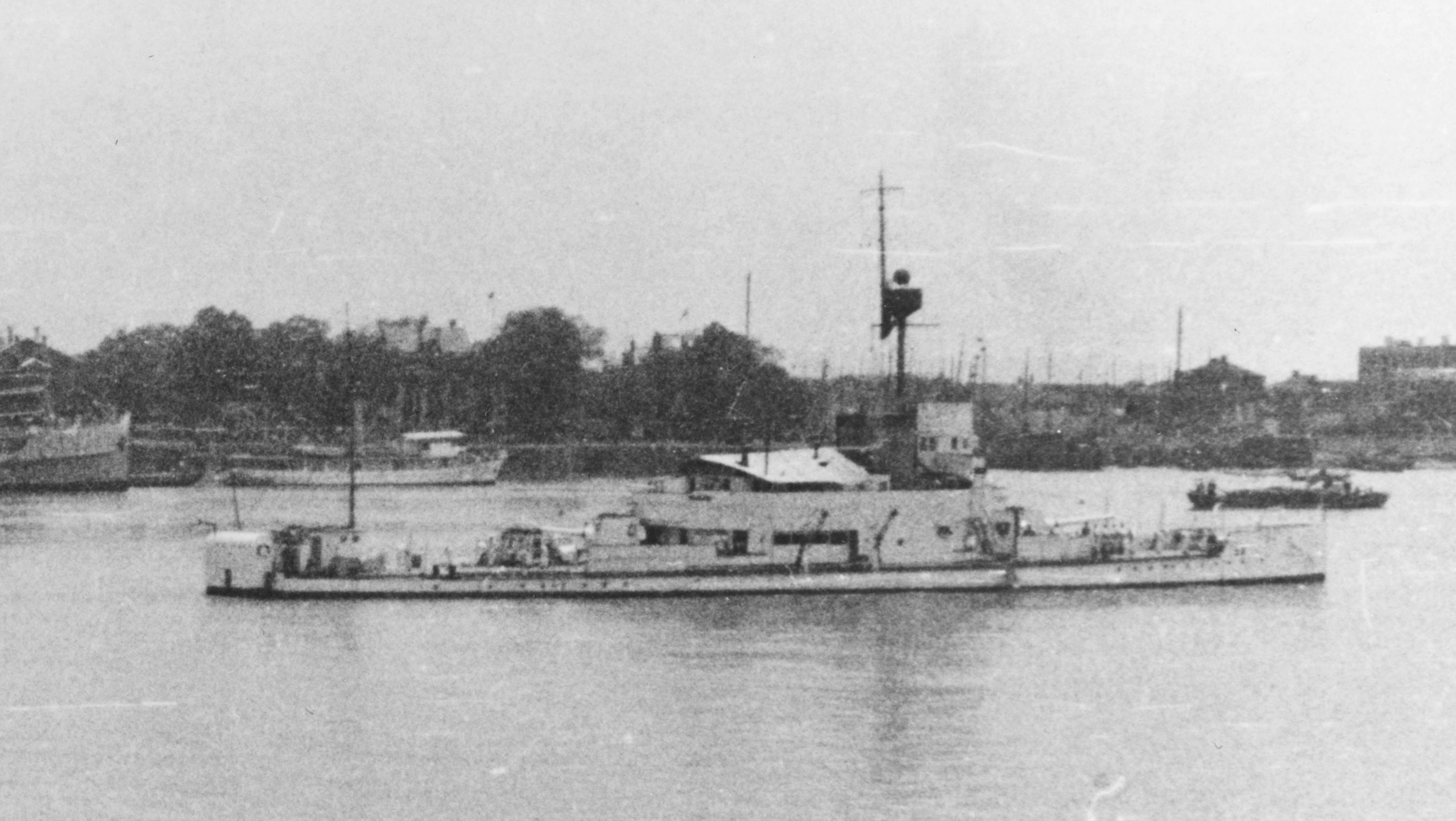
Один з канонерських човнів типу «Інсект» «Bee» у Китаї ,1937року.

Річкові канонерські човни типу «Інсект» були типом невеликих, але добре озброєних кораблів Королівського флоту, призначених для використання на річках. Вони були призначені для використання на Дунаї проти Австро-Угорщини. Під час спорудження описувалися як «великі канонерські човни для Китаю» (поряд з «малими канонерськими човнами для Китаю». Згадка про Китай мала замаскувати їх справжнє призначення. Перші чотири кораблі — Gnat, Mantis, Moth and Tarantula — вперше були застосовані під час Месопотамської кампанії Першої світової війни на річках Євфрат та Тигр.
Інші чотири канонерські човни цього типу Glowworm, Cicala, Cockchafer та Cricket діяли поблизу східного узбережжя Англії, діючи як рухомі зенітні батареї проти нальотів цепелінів. Під час британської інтервенції у Громадянську війну в Росії Glowworm, Cicala, Cockchafer, Cricket, Moth, та Mantis діяли на ріці Двіна у 1919 році.
У міжвоєнний час канонерські човни цього типу й справді переважно служили на ріках Китаю.
Під час Другої світової війни Cricket, Gnat, and Ladybird увійшли до складу Середземноморського флоту і надавали артилерійську підтримку 8-ій армії.

## Конструкція
Кораблі були розроблені Yarrow для служби на мілководних, швидкоплинних річках, тому мали неглибоку осадку. Вони були оснащені двома двигунами внутрішнього згорання, що приводили у рух два гвинти. Гвинти розміщували в тунелях, аби запобігти їх ушкодженню на мілководді. Основне озброєння складалося з двох 6-дюймових гармат в одиночних установках на носі і кормі.

## Кораблі
- Aphis: розібраний у Сінгапурі, 1947 року.
- Bee: флагман контрадмірала на Янцзи, проданий у березні 1939 року.
- Cicala: потоплений японською авіацією 21 грудня 1941 року.
- Cockchafer: проданий на метал 1949, останній уцілілий корабель типу.
- Cricket: важко пошкоджений бомбами 29 червня 1941 року, після того використовувався як корабель — мішень.
- Glowworm: утилізований у вересні 1928.
- Gnat: пошкоджений 21 жовтня 1941 року, після цього використовувався як нерухома зенітна батарея. Утилізований 1946
- Ladybird: потоплений 12 травня 1941 поблизу Тобруку після цього використовувався як нерухома зенітна батарея.
- Mantis: проданий у січні 1940 для утилізації.
- Moth: затоплений у Гонконгу 1941, піднятий та відремонтований японцями, які використовувади його під імя'м Suma, підірвався на міні на ріці Янцзи 19 березня 1945 року.
- Scarab: утилізований 1948 року.
- Tarantula: короткий час флагман Британського тихооканського флоту, потоплений як мішень 1946 року.